# Cráneo con cigarrillo encendido
Cráneo con cigarrillo encendido (neerlandés: Kop van een skelet met brandende sigaret) es una pintura temprana de Vincent van Gogh, realizada aproximadamente entre 1885 y 1886. Se trata de una obra al óleo sobre lienzo de formato pequeño, la cual se encuentra en la colección permanente del Museo Van Gogh en Ámsterdam. Probablemente fue pintado en el invierno de 1885-1886 como una sátira sobre las prácticas académicas conservadoras. Antes de que fuera común usar humanos vivos como modelos, la rutina académica incluía el estudio de esqueletos para desarrollar una comprensión de la anatomía humana. Van Gogh estaba en Amberes, Bélgica en ese momento asistiendo a clases en la Real Academia de Bellas Artes, que luego dijo que eran aburridas y no le enseñaron nada.

## Historia
Vincent Van Gogh realizó esta obra en el invierno de 1885-1886, mientras vivía en la ciudad Amberes, una ciudad belga. En esta obra se observa que aún conserva su primer estilo sombrío, que, desde esta perspectiva se puede comparar con Los comedores de patatas, la cual pintó en 1885, un año antes en el periodo de Nuenen. 
“Existen varias interpretaciones sobre la intención del autor, bastante dispersas entre sí. Algunos la consideran una obra cómica, como si el esqueleto se burlara de los demás miembros de la Academia y su actitud clasicista.” Esto se puede justificar con el hecho de que es un esqueleto fumando, el cráneo aprieta un cigarrillo encendido entre los dientes, como una burla de los demás esqueletos presentes en las academias de dibujo. Para otros, muestra la importancia que le da Vincent a su desmejorado y demacrado físico, y muchos críticos lo consideran su primer autorretrato; un reflejo, una muestra de hasta qué punto le preocupaba su evolución física y mental.
“Antes de dibujar modelos vivos, los estudiantes de Bellas Artes dibujan hasta la extenuación esqueletos (o eso deberían hacer) para dominar la anatomía humana. En esta época temprana de su carrera, Van Gogh estudiaba en Amberes y no sólo dibujó cráneos, sino que hizo un par de pinturas sobre ellos.”
Se puede considerar una de sus obras más cómicas, quizás el cuadro más cómico de su carrera. Es un chiste, puede ser una crítica humorística sobre las escuelas con prácticas más conservadoras. El pintor declaraba que odiaba esas clases y al final reconoció que eran aburridas y que a su consideración no se aprendía nada de ellas.
El artista prefería experimentar, pues se encontraba claramente influenciado por dos factores con suma relevancia en sus obras: Rubens y las xilografías japonesas. Descubrió nuevos colores al querer reproducir el color de la carne que lograba Rubens. Aunque se aprecie más a simple vista en sus obras la importancia del arte japonés, comienza a imitar colores más claros que incorpora a su paleta, como se puede ver en La mujer de azul (1885). Sin embargo, en esta obra su principal objetivo era prosperar en los retratos, inspirado en las cabezas realizadas por Rubens.
“Debido a la obsesión por mejorar su técnica, destinaba todo el dinero que le enviaba Theo a comprar materiales. Esto afecta inevitablemente a su ya mala salud. La situación se agrava cuando empieza a fumar en grandes cantidades para engañar al hambre.” Debido a este descuido físico perdió numerosos dientes y su apariencia física no mejoró. Puede que esta obra muestre su realidad no solo en su estado físico sino también mental. Como resultado de esta infinita dedicación por el arte, llegan al artista los temores por morir antes de conseguir el éxito deseado, y por la locura.
En un momento de su carrera se ve puesto a necesitar modelos que no fueran solo personas de la calle, concluyó que debía de entrar en la Academia de Bellas Artes y fue aceptado gracias a sus retratos. Allí fue por primera vez retratado por otro pintor, por su compañero Horace Mann Livens.
Es claro que en su obra Cráneo con cigarrillo encendido evoca a los clásicos del Barroco, esos colores y el fondo oscuro ayuda a esta concepción.

## Descripción
Sobre un fondo plano y oscuro, Van Gogh muestra una calavera con un cigarrillo encendido que sostiene entre sus dientes. En su obra resalta especialmente el contraste oscuro del fondo con el cráneo, siendo esta parte la más elaborada, la más iluminada y con mayor concentración de pintura. En la obra, debido, en gran medida, a la perspectiva desde la cual el pintor retrató la calavera, la pose del esqueleto mismo y la posición del foco de luz, y las subsecuentes siluetas proyectadas en la calavera por él, esta parece viva. La postura de hombros relajados, el aparente pecho firme simulado por la posición de las clavículas y el esternón y la impresión de mueca sonriente constante que posee por naturaleza el cráneo humano dotan, en sintaxis con el cigarrillo entre los dientes, de mucha expresión humana al esqueleto. Prevalece su pincelada elaborada a base de manchas; pero el dibujo de la estructura ósea es muy preciso.

## Contexto de la obra
Van Gogh realiza esta obra en el invierno de 1885-1886, mientras vivía en la ciudad belga de Amberes. Especulaba que allí conseguiría el éxito, y a pesar de las dificultades que tuvo, su estancia tiene una gran importancia en el ámbito artístico. Ejecutó durante este periodo 64 obras conocidas, gran parte de ellas dibujos.
“Comienza a experimentar influenciado por dos factores igual de importantes: Rubens y las xilografías japonesas.” Manifiesta así nuevos colores al pretender imitar el color de la piel humana que consiguió el maestro barroco. No obstante puede que se estime más a simple vista en sus obras la calidad del arte japonés. La iluminación en sus obras toma un rumbo diferente, pues logra crear un fondo obscuro, resaltando a su protagonista en la obra. Quizá Van Gogh estaba creando un autorretrato mostrando cómo había decaído en los últimos años, y en un futuro poder lograr un avance en él mismo y sus obras. Pero su primordial objetivo era avanzar en los retratos, inspirado en las cabezas realizadas por Rubens.